# Willy Schøne
Willi Schøne Hansen (13. marts 1933 – 14. maj 2001) var en dansk fodboldspiller, der spillede for Skovshoved IF. Han spillede 4 B-landskampe.
Han var i en periode også træner for Køge Boldklub. Herefter blev han træner for 3. divisionsklubben RB1906 (Roskilde).
 Der er for få eller ingen kildehenvisninger i denne artikel, hvilket er et problem. Du kan hjælpe ved at angive troværdige kilder til de påstande, som fremføres i artiklen.